# علياء أبو الهوى
علياء سلمان أبو الهوى (من مواليد 11 يناير 1997) هي لاعبة كرة قدم أردنية من أصل أمريكي تلعب كلاعب خط وسط . كانت احد لاعباتالمنتخب الوطني في بطولة كأس آسيا للسيدات عام 2018.

## انظر ايضا
- قائمة لاعبات منتخب الأردن لكرة القدم للسيدات